# Camellia semiserrata
Camellia semiserrata är en tvåhjärtbladig växtart som beskrevs av Chi. Camellia semiserrata ingår i släktet Camellia och familjen Theaceae. Utöver nominatformen finns också underarten C. s. magnocarpa.